# Placówka Straży Granicznej I linii „Przerośl”
Placówka Straży Granicznej I linii „Przerośl” – jednostka organizacyjna Straży Granicznej pełniąca służbę ochronną na granicy polsko-niemieckiej w okresie międzywojennym.

## Formowanie i zmiany organizacyjne
Rozkazem nr 2 z 16 stycznia 1939 roku w sprawie przejęcia odcinka granicy polsko-niemieckiej od Korpusu Ochrony Pogranicza na terenie Mazowieckiego Okręgu Straży Granicznej oraz przekazania Korpusowi Ochrony Pogranicza odcinka granicy na terenie Wschodniomałopolskiego Okręgu Straży Granicznej, komendant Straży Granicznej płk Jan Gorzechowski utworzył na terenie Obwodu Straży Granicznej „Suwałki” komisariat Straży Granicznej „Hańcza” z tymczasową siedzibą w Przerośli.Tym samym rozkazem zarządził likwidację komisariatu Straży Granicznej „Ławoczne”. Nakazał, by z dniem 1 lutego 1939 likwidowany komisariat „Ławoczne” utworzył komisariat Straży Granicznej „Hańcza”, a w nim między innymi placówkę Straży Granicznej I linii „Przerośl”.

## Dowódcy placówki
| stopień                 | imię i nazwisko     | okres pełnienia służby        | kolejne stanowisko             |
| ----------------------- | ------------------- | ----------------------------- | ------------------------------ |
| starszy strażnik        | Michał Brzeziński   | p.o. 1 II 1939 – 28 III 1939  |                                |
| starszy strażnik pchor. | Aleksander Magowski | p.o. 28 III 1939 – 10 VI 1928 | zca k-dta komisariatu „Hańcza” |